# Forêts pluviales de Biak et Numfor
Localisation
Les forêts pluviales de Biak et Numfor est une écorégion définie par le fonds mondial pour la Nature (WWF), qui lui attribue le code AA0103. Elle appartient à l'écozone australasienne et au biome des forêts décidues humides tropicales et subtropicales. Elle couvre les îles de Biak, Numfor et Supiori, dans la baie de Cenderawasih au nord de l'île de Yapen et de la province indonésienne de Papouasie.

## Géographie

### Localisation et géologie
Cette écorégion de 2 850 kilomètres carrés couvre l’intégralité des îles de Biak, Numfor et Supiori ainsi que plusieurs plus petits îlots dans le golfe de Cenderawasih, au nord de l’île de Yapen et à environ 50 kilomètres au nord de la moitié Indonésienne de la Nouvelle-Guinée. Elle est située à l’est de la Mélanésie, au sud-ouest de l’Océan Pacifique et est incluse par le WWF dans l’écozone australasienne, au biome des forêts décidues humides tropicales et subtropicales et à la biorégion de Papouasie.
La majorité de ces îles est composée de montagnes calcaire extrêmement accidentées, ainsi que de roche argileuse sédimentaire (sur Biak). Supiori et Numfor culminent respectivement à 850 et 204 mètres. L’écorégion n’a jamais été reliée à la Papouasie, contrairement à Yapen, contribuant ainsi au développement d’espèces endémiques.

### Climat
Selon le WWF et One Earth, son climat est tropical humide,. Selon la classification de Köppen-Geiger, elle est couverte d'un climat de forêts humides tropicales. 
| Mois                                | jan. | fév. | mars | avril | mai  | juin | jui. | août | sep. | oct. | nov. | déc. |
| ----------------------------------- | ---- | ---- | ---- | ----- | ---- | ---- | ---- | ---- | ---- | ---- | ---- | ---- |
| Température minimale moyenne (°C)   | 22,4 | 22,4 | 22,5 | 22,7  | 22,8 | 22,7 | 22,3 | 22,1 | 22,3 | 22,6 | 22,5 | 22,5 |
| Température moyenne (°C)            | 26,5 | 26,6 | 26,7 | 26,8  | 26,8 | 26,6 | 26,3 | 26,2 | 26,4 | 26,8 | 26,8 | 26,7 |
| Température maximale moyenne (°C)   | 30,6 | 30,8 | 31   | 31,1  | 30,8 | 30,6 | 30,3 | 30,3 | 30,6 | 31   | 31,1 | 31   |
| Nombre de jours avec gel            | 5,2  | 2,3  | 6,3  | 4,1   | 7,5  | 4,3  | 4,5  | 3,7  | 5,8  | 5,7  | 5,3  | 6,6  |
| Précipitations (mm)                 | 132  | 58   | 160  | 104   | 190  | 109  | 114  | 94   | 147  | 145  | 135  | 168  |
| Nombre de jours avec précipitations | 26,6 | 24,7 | 26,6 | 21    | 19,9 | 26,9 | 19,9 | 25,5 | 17,8 | 14,7 | 18,7 | 21,9 |

## Biodiversité

### Flore
Comme les forêts des basse terre de Nouvelle-Guinée, les forêts de l’écorégion peuvent être divisée en deux ensembles : les forêts alluviales et les forêts de collines. Les premières sont composées d’un sous-étage contenant des herbes, des épiphytes, des palmiers, des fougères, des plantes grimpantes, des arbustes, d’une canopée irrégulière à plusieurs niveaux et de nombreux émergents. Les secondes sont caractérisées par moins d’arbustes et de palmiers mais plus d’herbes. À Biak et Numfor, les arbres émergents les plus communs font partie des genres Pometia (en), Ficus, Alstonia et Terminalia, tandis que les arbres du sous-étage les plus répandus sont des espèces des genres Garcinia, Diospyros, Myristica, Maniltoa et Microcos (en). Sur la côte nord de Biak, on trouve d’importants peuplements de Calophyllum. La flore y est assez méconnue, mais de nombreuses plantes endémiques y ont été récoltées. 

### Faune

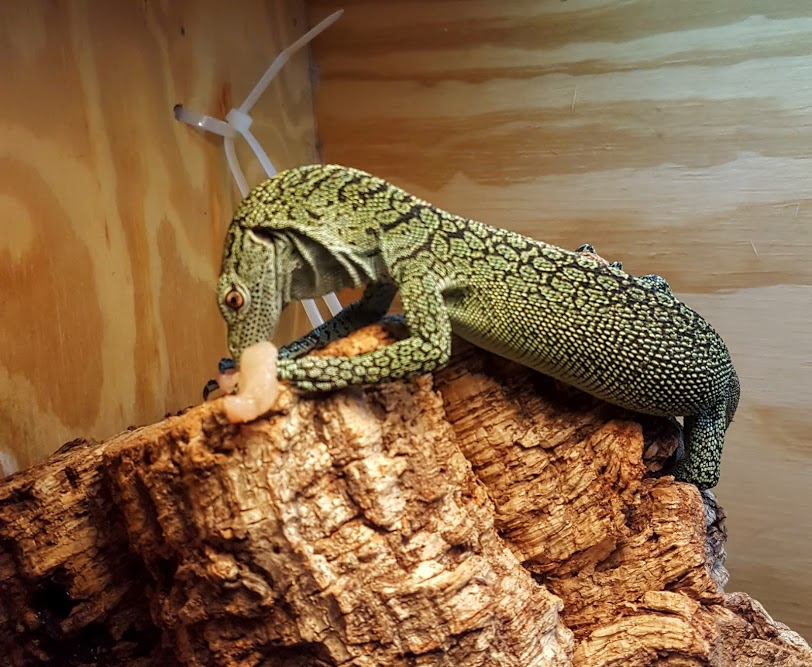
Varanus kordensis est l'espèce porte-drapeau de l'écorégion.

Les îles comptent un grand nombre d'espèces endémiques du fait de son isolement. On y trouve 29 espèces de mammifères, dont une presque endémique (Rattus jobiensis) et quatre endémiques : Petaurus biacensis, Dobsonia emersa (en), Uromys boeadii (en) et Uromys emmae (en). C’est également un important centre d’endémisme pour les papillons, avec dix-huit espèces endémiques.
L’écorégion compte le plus grand nombre d'oiseaux endémiques de Nouvelle-Guinée par rapport à sa superficie, et correspond à l'Endemic Bird Area (EBA) des îles Geelvink, où on recense 107 espèces d'oiseaux, dont deux espèces presque endémiques (le Carpophage cuivré et le Ptilope des Salomon) et onze espèces endémiques : le Mégapode de Geelvink, la Micropsitte de Geelvink, le Lori à joues bleues, le Coucal de Biak, le Martin-chasseur de Biak, le Martin-chasseur de Caroline, le Gérygone de Biak, le Monarque de Biak, Aplonis magna (en) et Zosterops mysorensis (en).

## Menaces et protection

### Menaces
Les principales menaces pour la biodiversité dans l'écorégion sont la déforestation et l'agriculture vivrière, qui ont détruit ou endommagé la majorité des forêts de Biak et Numfor. Les régions du sud de la première se sont transformées en plaines broussailleuses arides. En fait, cet archipel est utilisé par les acteurs de la déforestation comme zone de repli lorsque leurs activités sont entravées dans d'autres régions, comme lors des feux à Bornéo. L'augmentation de la population pousse l'agriculture à détruire encore plus d'habitats. La chasse est le principal danger pour la faune, dont les oiseaux endémiques qui sont ainsi menacés.

### Protection
344 km2 de l'écorégion sont protégés, soit environ 12 % de sa superficie totale. On y trouve 3 petites réserves naturelles : Supiori (270 km2), Biak nord (70 km2) et Biak (70 km4). Selon Eric Wikramanayake, plusieurs initiatives sont nécessaires pour protéger la biodiversité de l'écorégion : empêcher la déforestation illégale dans et près des zones protégées et créer des aires protégées dans les basses terres et au centre de Biak.